# Ayberk Olmaz
Ayberk Olmaz (Edirne, 8 giugno 1996) è un cestista turco.

## Palmarès
- Campionato turco: 1

Fenerbahçe Ülker: 2013-14